# Taenaris sordidior
Taenaris sordidior är en fjärilsart som beskrevs av Rothschild 1916. Taenaris sordidior ingår i släktet Taenaris och familjen praktfjärilar. Inga underarter finns listade i Catalogue of Life.